# 金髙雅仁
金髙 雅仁（かねたか まさひと、1954年6月29日 - ）は、日本の警察官僚。東京都出身。第25代警察庁長官。

## 学歴
- 杉並区立東田中学校卒業[1]
- 東京都立西高等学校卒業[2]
- 東京大学経済学部卒業[3]

## 略歴
- 1978年 - 警察庁入庁
- 1989年 - 警察庁警備局外事第一課
- 1990年 - 在イタリア日本国大使館一等書記官
- 1993年 - 警察庁長官官房総務課理事官
- 1995年 - 警視庁刑事部捜査第二課長
- 1996年 - 警視庁刑事部捜査第二課長兼刑事部参事官
- 1997年 - 警視庁警務部参事官兼人事第一課長
- 1998年 - 富山県警察本部本部長
- 1999年 - 神奈川県警察本部警務部長
- 2001年 - 警察庁刑事局捜査第二課長
- 2003年 - 警察庁長官官房人事課長
- 2006年 - 警視庁刑事部長
- 2007年8月24日 - 警視庁警務部長
- 2008年8月7日 - 警察庁長官官房総括審議官
- 2009年6月26日 - 警察庁刑事局長
- 2011年10月17日 - 警察庁長官官房長
- 2013年1月25日 - 警察庁次長
- 2015年1月23日 - 警察庁長官[4]
- 2016年8月10日 - 退官。警察共済組合理事長
- 2024年6月14日 - 公益財団法人日本盲導犬協会理事長
- 2023年6月22日 - ニトリホールディングス社外取締役監査等委員
- 2023年6月28日 - コナミグループ上席顧問
- 2025年1月15日 - WeCapital危機対策室の室長（兼最高顧問）[5][6]
- 2025年4月29日 - 瑞宝重光章受章[7]。